# カシュガル条約
カシュガル条約とは、主としてカシュガル地方を巡る国境線確定条約でロシア帝国と清国で取り決めた条約。
同条約は1882年に締結した東北界約と、1884年に締結した西北界約（中俄勘分西北界约记）から成る。